# Рыбная слобода (Переславль-Залесский)

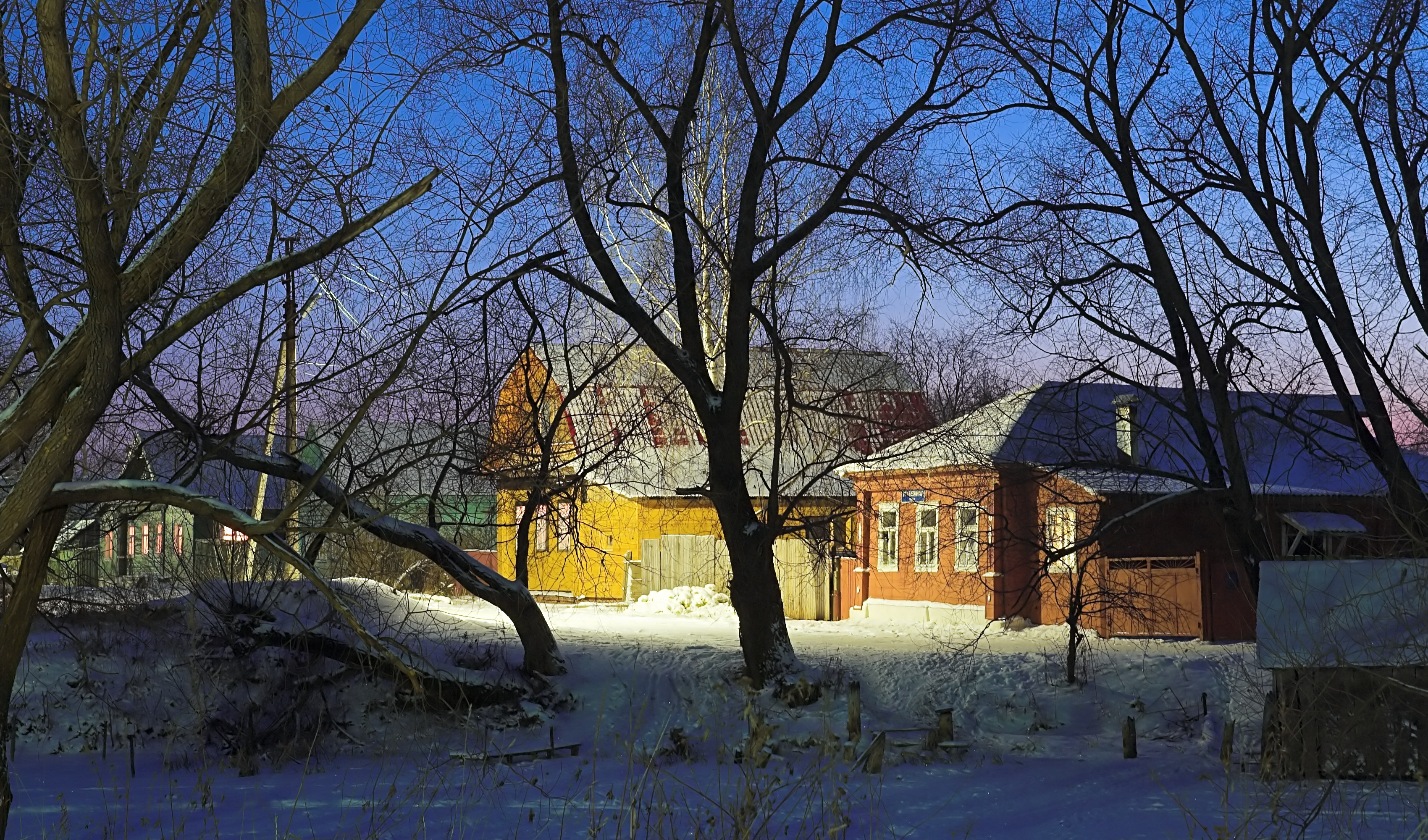
Поворот с Трубежной улицы на Левую Набережную улицу

Рыбная слобода — часть города Переславля-Залесского, прежде бывшая особой слободой рыбаков. Находится в устье реки Трубеж и на берегу Плещеева озера. В настоящее время улицы Правая набережная и Левая набережная.

## История
Первые поселенцы близ озера Плещеева были меряне, обитавшие здесь в VIII веке.
Переславская Рыбная Слобода исстари была во владении великих князей Московских. 7 апреля
1506 года великий князь Василий Иванович в уставной грамоте переславским рыболовам определил, что рыбаки находятся под судом волостеля стольнича пути, и запретил всем остальным ловить рыбу в Плещееве озере. Земли для хлебопашества при Рыбной слободе никогда не было. По берегам озера рыболовы имели право на 21 метр земли, «где им неводы с сети вешати».

В 1645 году рыбакам было велено привозить в Москву 33 600 штук ряпушки в год. В 1668 году заказ увеличился до 26 000 копчёных и 45 000 полёдных рыбин.

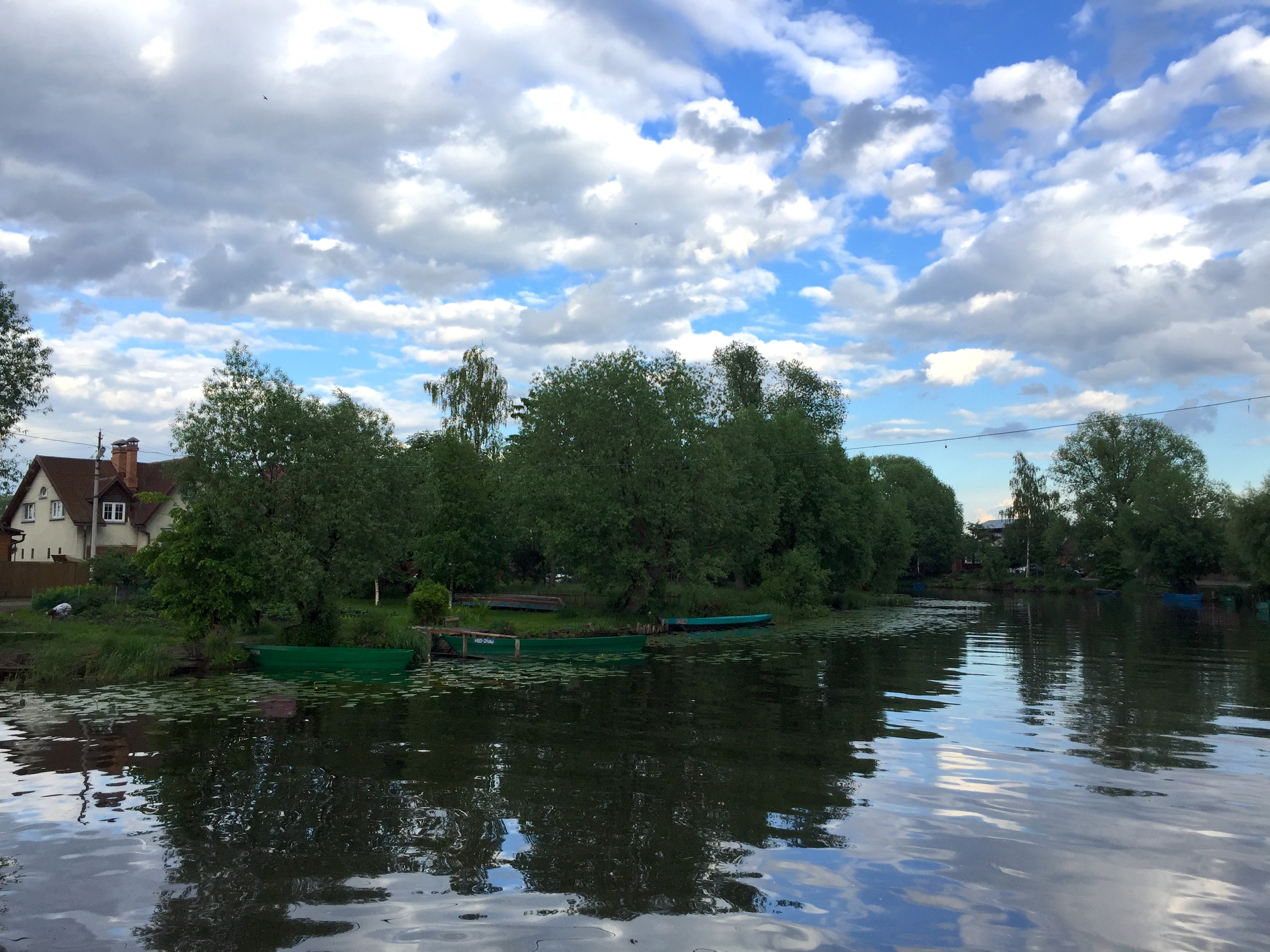
Рыбная слобода (2019)

Для сохранения рыбного поголовья 14 января 1674 года царь Алексей Михайлович запретил на два года всякую рыбную ловлю. В 1676 году были сделаны пять неводов с редкими ячейками, по образцу которых следовало делать рабочие неводы. Эти охранные меры помогли, и в 1692 году рыбаки сверх годового оклада в 45 тысяч ряпушек могли отослать в Приказ Большого Дворца 367 670 рыбин, перекрывая норму по 1699 год.
Лов рыбы в озере Плещееве был весьма значителен до 1840 года; но с тех пор от неизвестной причины лов рыбы стал уменьшаться до такой степени, что в 1846, 1847 и 1848 годах ловилось её почти третья часть против прежнего. В 1850 и 1851 годах, хотя лов рыбы значительно усилился, но самая рыба и особенно ряпушки сделались уже мельче и тощее против прежнего.
С 1924 года здесь существовала кооперативная артель «Красный рыбак».
В настоящее время переславская ряпушка занесена в Красную книгу.

## Церкви
В устье реки Трубеж, на двух берегах, были построены две церкви.
Церковь Введения Пресвятой Богородицы стояла на берегу озера Плещеева при устье реки Трубежа. Сначала на месте церкви существовал женский монастырь. Церковь в нём отмечена в 1628 году, перестроена в камне в 1706 году. В 1729 году к ней сделан придел Рождества Иоанна Предтечи. В 1764 году Введенский женский монастырь был упразднён и церковь обращена в приходскую.
В 1920-е годы церковь стала разваливаться и была разобрана.
Вторая церковь — храм Сорока мучеников.

## Художественный облик

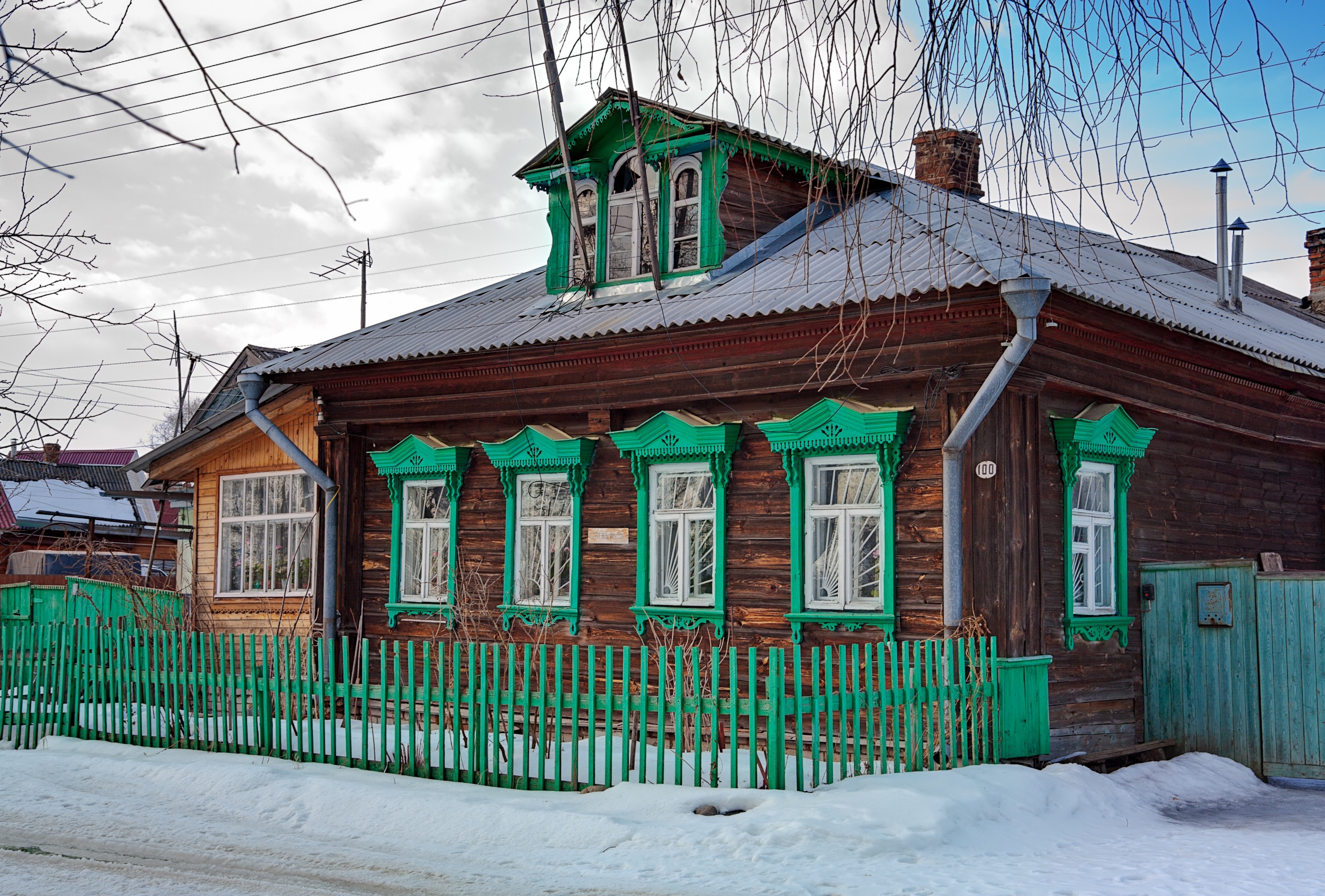
Правая Набережная, 100

Рыбная слобода живописна и привлекает внимание художников, окрестивших это местечко «русской Венецией». Рыбную слободу рисовали Д. Н. Кардовский и его жена О. Л. Делла-Вос-Кардовская, А. А. Тутунов, И. О. Комов.
В последние годы найти старинный уголок для натуры стало гораздо труднее, так как в устье Трубежа строятся многочисленные современные коттеджи.